# 내야 안타
내야 안타는 야구에서 외야로 벗어나지 못하고 내야에 머무른 상태인 타구를 타자가 심판이 아웃을 선언하지않은 상태에서 무사히 1루에 살았을 때 주어지는 안타를 가리키는 용어이다.

## 설명
내야 안타인 경우는 내야수의 실책이 없어야하기 때문에 달성하기가 어렵다. 내야에 머무른 타구는 어지간해선 전부 2루수, 유격수, 3루수, 포수, 투수가 바로 1루수에게 던지면 땅볼 아웃으로 직결되는 경우가 많기 때문이다. 내야 안타가 만들어지는 요건으론 일단 외야로 벗어나지 못하고 내야에 머무른 타구가 느리게 굴러가서 내야수들이 타자를 쉽게 아웃시키기 힘든 경우나 타자의 발이 빠른 경우가 된다. 내야 안타를 많이 기록한 타자는 대부분 발이 빠른 선수들이 많다.

## 같이 보기
- 야구
- 안타